# جوديث بارسي
جوديث إيفا بارسي (6 يونيو 1978 - 25 يوليو 1988) وهي طفلة ممثلة أمريكية بدأت حياتها المهنية في التلفزيون في عقد الثمانينات من القرن الماضي، حيث ظهرت في الإعلانات التجارية والمسلسلات التلفزيونية وكذلك في أفلام الفك المفترس: الانتقام و The Land Before Time وجميع الكلاب تذهب إلى الجنة ، وقدمت أصوات الشخصيات المتحركة في الأخيرتين. قُتلت بارسي هي ووالدتها ماريا في يوليو عام 1988 نتيجة لارتكاب جريمة قتل في منزلهما من قبل والدها جوزيف برسي الذي انتحر بعد ارتكاب الجريمة.

## تاريخ العائلة
يذكر أن فر جوزيف والد برسي من جمهورية المجر الشيوعي بعد الاحتلال السوفيتي لها عام 1956. وانتقل للعيش في نيويورك في عام 1964، ثم إلى كاليفورنيا حيث استقر هناك حيث التقى بالسيدة ماريا فيروفاتش، التي كانت أيضًا مهاجرة مجرية هربت من الاحتلال السوفيتي هي الآخرى. تزوجا ثم انتقلا إلى لوس أنجلوس في كاليفورنيا، حيث ولدت ابنتهما الوحيدة برسي بتاريخ 6 يونيو 1978.

## مهنة
بدأت ماريا بارسي في رعاية ابنتها لتصبح ممثلة وهي سن الخامسة حيث اكتشفت موهبتها في حلبة للتزلج. وكان دور بارسي الأول في مسلسل الجرائم الأمريكي Fatal Vision ، حيث لعبت دور كيمبرلي ماكدونالد. استمرت في الظهور في أكثر من سبعين إعلانًا ودورًا بسيط حيث كانت ضيف شرف على التلفزيون. بالإضافة إلى حياتها المهنية في التلفزيون، ظهرت في العديد من الأفلام المشهورة، بما في ذلك فيلم الرعب الفك المفترس: الانتقام وقدمت أصوات داكي في فيلم الأنمي والمغامرة The Land Before Time ، ودور آن ماري في فيلم الأنمي والخيال جميع الكلاب تذهب إلى الجنة.
بحلول الوقت الذي بدأت فيه الصف الرابع، كانت برسي تجني على ما يقدر بنحو 100,000 دولار في السنة من أعمالها في التلفاز، مما ساعد عائلتها على شراء منزل من ثلاث غرف نوم في ويست هيلز في مدينة لوس أنجلوس. ولأنها كانت قصيرة مقارنة بسنها - فقد كانت يصل طولها متر في سن العاشرة  حيث بدأت في تلقي حقن الهرمون في جامعة كاليفورنيا، ولتشجيع نمو صاحبة الرشاقة. قادت مديري الإنتاج إلى تصويرها كطفلة أصغر من عمرها الفعلي. ونقلت صحيفة لوس أنجلوس تايمز عن وكيلها في قوله إنها عندما كانت في العاشرة من عمرها، «كانت لا تزال تلعب كأنها في سن السابعة من العمر.» 

## سوء المعاملة والقتل
مع ازدياد النجاح المهني لبارسي وازدياد دخل الأسرة، أصبح والدها جوزيف بارسي، المدمن على الكحول والمخدرات، غاضبًا بشكل متزايد ونتيجة لتعاطي هذه المواد بشكل مفرط أصبح يهدد بقتل نفسه وزوجته وابنته. كما ازداد سوء شربه للكحول، وأدى إلى القبض عليه ثلاث مرات منفصلة لقيادته تحت تأثير الكحول. في ديسمبر 1986، أبلغت ماريا عن تهديداته وعنف جسدي تجاهها للشرطة. لكن بعد أن لم تعثر الشرطة على أي علامات جسدية على سوء المعاملة، قررت عدم توجيه اتهامات ضده.
بعد الحادث الذي وقع مع الشرطة، ذُكر أن جوزيف توقف عن شرب الكحول، لكنه استمر في تهديد زوجته وابنته. وشملت تهديداته المختلفة بقطع حناجرهم وكذلك حرق المنزل بأكمله. وبحسب ما ورد، ففي محاولة لمنعها من مغادرة الولايات المتحدة مع جوديث، فقد خبأ برقية وصلت لزوجته ماريا تخبرها أن أحد أقربائها في هنغاريا قد ماتوا. ثم استمر العنف الجسدي، حيث أخبرت برسي الصغيرة صديقها أن والدها ألقى الأواني والمقالي عليها، مما أدى إلى نزيف في أنفها. كنتيجة لسوء المعاملة، زاد وزن بارسي وعرضت سلوكًا مزعجًا وعنيفاً بعض الشيء، مثل انتزاع رموشها وسحب شعيرات قطتها. بعد الانهيار أمام وكيلها أثناء تجربة لغناء لفيلم جميع الكلاب تذهب إلى الجنة ، تم نقلها بواسطة أمها ماريا إلى طبيب نفساني للأطفال، والذي حدد الإيذاء الجسدي والعاطفي الشديد وأبلغ نتائجها إلى خدمات حماية الطفل.
تم إسقاط التحقيق بعد أن أكدت ماريا للعامل في القضية أنها تعتزم بدء إجراءات الطلاق ضد جوزيف، وأنها وبارسي كانوا في طريقهم للانتقال إلى شقة بانوراما سيتي التي استأجرتها مؤخرًا كملاذ اخير. حث أصدقاء ماريا على متابعة الخطة والاستمرار في اجراءات الطلاق، لكنها ترددت قليلاً بسبب خوفها من فقدان منزل العائلة وممتلكاتها.

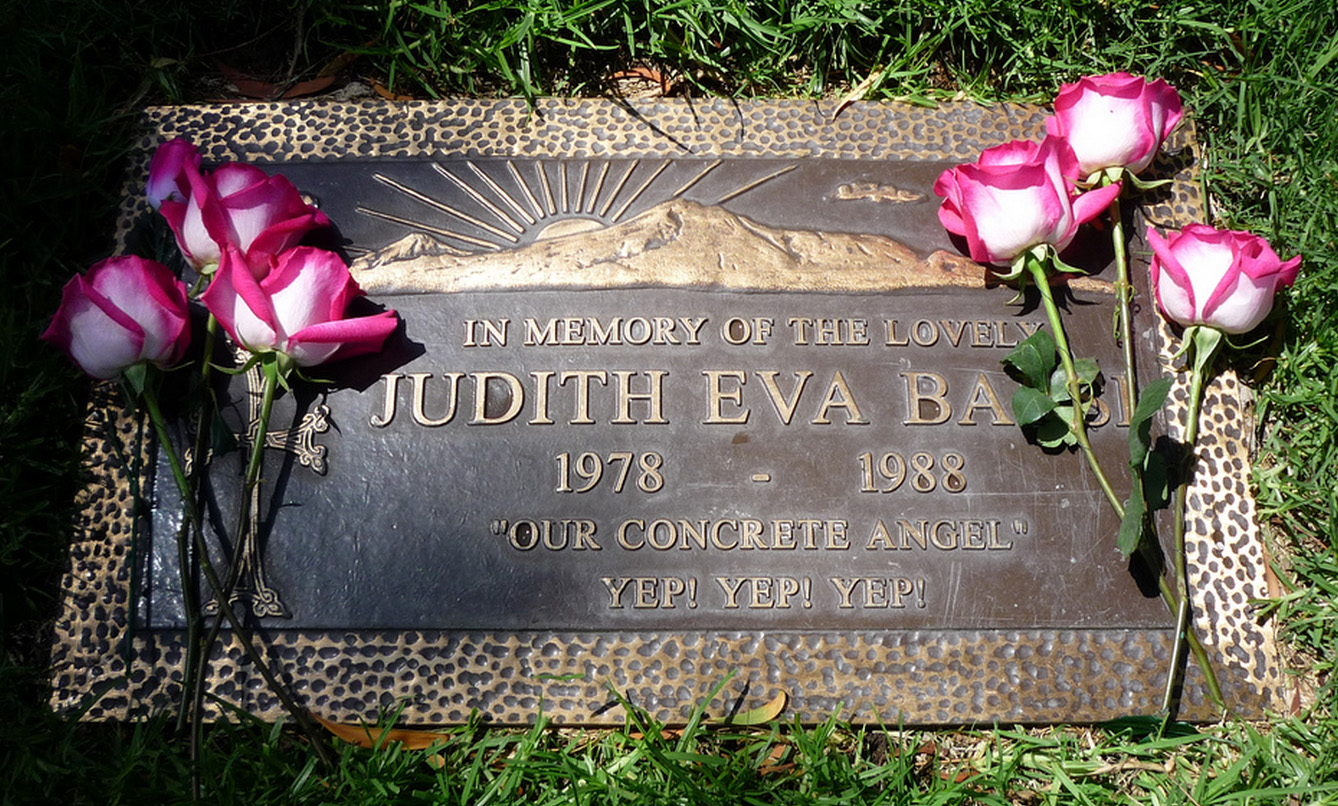
مقبرة بارسي في حديقة فورست لون ميموريال في تلال هوليوود

شوهدت جوديث الطفلة آخر مرة وهي تستقل دراجتها في صباح 25 يوليو 1988. في ذلك المساء، بينما كانت نائمة آتى والدها إلى المنزل وقام بإطلاق النار عليها في رأسها، ثم قتل ماريا في نفس الليلة. أمضى اليومين التاليين وهو يتجول في المنزل، وقال خلال محادثة هاتفية مع وكيل برسي في الليلة التالية إنه يعتزم الخروج لفترة جيدة ويحتاج فقط إلى الوقت «ليقول وداعاً لفتاتي الصغيرة». بعد المكالمة الهاتفية، صب البنزين على الجثث وأضرم فيها النار قبل أن يتجه إلى المرآب ويطلق النار على رأسه بمسدس عيار 32. في 9 أغسطس 1988، تم عرض مقبرة تذكارية لبارسي ووالدتها في متنزه فورست لون في لوس أنجلوس.

## بعد
تم إصدار فيلم لبارسي الأخير وهو فيلم الأنمي جميع الكلاب تذهب إلى الجنة، والذي قدمت فيه صوت آن ماري الناطقة، في نوفمبر 1989. وفي مقابلة، أشادها دون بلوث، مدير كل من The Land Before Time و جميع الكلاب تذهب إلى الجنة، بأنها «مدهشة للغاية. لقد فهمت الاتجاه اللفظي، حتى بالنسبة للحالات الأكثر تطوراً،» الذي كان ينوي أن يعرضها على نطاق واسع في إنتاجاته المستقبلية. تم تخصيص الأغنية الختامية "Love Survives" في ذاكرتها.

## فيلموغرافيا
| عام        | عنوان                      | وظيفة               | ملاحظات                                                                                   |
| ---------- | -------------------------- | ------------------- | ----------------------------------------------------------------------------------------- |
| 1984       | رؤية قاتلة                 | كيمبرلي             | مسلسل                                                                                     |
| 1984       | جيسي                       | كاتي                | الحلقة: "دور فاليري"                                                                      |
| 1985       | الاطفال لا يخبرون          | جينيفر ريان         | فيلم تلفزيوني                                                                             |
| 1985       | هل تتذكر الحب              | كاثلين              | فيلم تلفزيوني                                                                             |
| 1985       | نوتز لاندينغ               | فتاة براتي          | الحلقة: "# 14 مع رصاصة"                                                                   |
| 1985       | منطقة الشفق                | بيرتي               | الجزء: " القليل من السلام والهدوء "                                                       |
| 1985       | كانت هناك أوقات، عزيزي     | مولي ريد            | فيلم تلفزيوني                                                                             |
| 1985       | كبش الفداء                 | فتاة صغيرة          | الحلقة: " Escape Claus "                                                                  |
| 1986       | ريمنجتن ستيل               | لوري بيت بايبر      | الحلقة: " Suburban Steele "                                                               |
| 1986       | بونكي بروستر               | آنا                 | حلقة 2                                                                                    |
| 1986       | ترابر جون إم دي            | ليندساي عيد الميلاد | الحلقة: "Life, Death and Dr. Christmas"                                                   |
| 1986       | شيرز                       | الطفل رقم 1         | الحلقة: " النادل الإغاثة "                                                                |
| 1986       | كيني ولاسي                 | شونا بارد           | الحلقة: " المحرومين "                                                                     |
| 1986       | الأداة الجديدة             | فتاة صغيرة          | الحلقة: " It's Only Rock &amp; Roll "                                                     |
| 1986       | عين النمر                  | جنيفر ماثيوز        |                                                                                           |
| 1986       | قارب الحب                  | إنجيل عيد الميلاد   | الحلقة: "The Christmas Cruise: Part 2"                                                    |
| 1987       | أمريكا الوجهة              | ايمي                | فيلم تلفزيوني                                                                             |
| 1987       | رقص البطولات الاربع        | بين                 |                                                                                           |
| 1987       | الفك المفترس: الانتقام     | ثيا برودي           |                                                                                           |
| 1987-1988  | عرض تريسي أولمان           | فتاة صغيرة / كارين  | 2 حلقة                                                                                    |
| 1988       | St. Elsewhere              | ديبي أوبنهايمر      | الحلقة: " The Abby Singer Show "                                                          |
| 1988؛ 1992 | آلام النمو                 | يونغ كارول          | الحلقات: " يوم التخرج " " The Last Picture Show ، الجزء 2 " (لقطات أرشيف من "يوم التخرج") |
| 1988       | ABC Afterschool Special    | بيلي فوستر          | الحلقة: "عائلة مرة أخرى"؛ صدر بعد وفاتها                                                  |
| 1988       | الأرض قبل الزمن            | الحبيب (صوت)        | صدر بعد وفاتها                                                                            |
| 1989       | جميع الكلاب تذهب إلى الجنة | آن ماري (صوت)       | صدر بعد وفاتها                                                                            |

## روابط خارجية
- جوديث بارسي على موقع IMDb (الإنجليزية)
- جوديث بارسي على موقع روتن توميتوز (الإنجليزية)
- جوديث بارسي على موقع ألو سيني (الفرنسية)
- جوديث بارسي على موقع تيرنر كلاسيك موفيز (الإنجليزية)
- جوديث بارسي على موقع أول موفي (الإنجليزية)
- جوديث بارسي على موقع قاعدة بيانات الأفلام السويدية (السويدية)
- جوديث بارسي على موقع إن إن دي بي (الإنجليزية)
- جوديث بارسي على موقع قاعدة بيانات الفيلم (الإنجليزية)
- جوديث بارسي على موقع كينوبويسك (الروسية)